# ヘル・アウェイツ
『ヘル・アウェイツ』（Hell Awaits） は、アメリカのスラッシュメタルバンド、スレイヤーの2作目のスタジオアルバムでメタル・ブレイド・レコーズより1985年にリリースされた。

## 概要
前作の『ショウ・ノー・マーシー』の売上がメタル・ブレイド・レコーズで当時最も売れたアルバムになったため（全世界で4万枚以上）、メタル・ブレイド・レコーズの社長Brian Slagelが急きょレコーディングの予算を確保し（『ショウ・ノー・マーシー』のアルバム製作費用はスレイヤーのメンバーの自腹だった）、数名の経験豊かなプロデューサーやエンジニアも起用した。
このアルバムでは「地獄」や「悪魔」などその後スレイヤーの代名詞となったテーマが使われ始め、またメンバーのケリー・キングやジェフ・ハンネマンが当時マーシフル・フェイトの音楽性に影響を受けていたため、複雑で曲の時間が長いプログレッシブな曲が多いのが特徴である。
アルバム発売に伴い、スレイヤー・エクソダス・ヴェノムの3バンドによる「Combat Tour」が行われ、ツアーの模様はライブビデオとしても販売された。このツアーをきっかけにエクソダスとスレイヤーのメンバーは意気投合し、その後ジェフ・ハンネマンの病気・死去に伴うサポートギターとしてエクソダスのギターであるGary Holtが務めるきっかけにもなった。
アルバム自体はチャートインする事はなかったが、その後のメタルシーンに与えた影響は大きく、元パンテラのVoフィル・アンセルモは「このアルバムはヘヴィミュージックにおけるすべての要素を持っている。スレイヤーは神であり、カルフォルニア出身のバンドとして最高のバンド」と称賛し、ギターのダイムバッグ・ダレルはギター雑誌の企画で「最も好きな12曲」の中に収録曲である「At Dawn They Sleep」を入れている。

## 収録曲
| #  | タイトル                      | 作詞                             | 作曲                       | 時間 |
| -- | ----------------------------- | -------------------------------- | -------------------------- | ---- |
| 1. | 「Hell Awaits」               | ケリー・キング                   | ジェフ・ハンネマン, キング | 6:16 |
| 2. | 「Kill Again」                | キング                           | ハンネマン, キング         | 4:56 |
| 3. | 「At Dawn They Sleep」        | トム・アラヤ, ハンネマン, キング | ハンネマン                 | 6:17 |
| 4. | 「Praise of Death」           | ハンネマン                       | キング                     | 5:21 |
| 5. | 「Necrophiliac」              | ハンネマン, キング               | ハンネマン                 | 3:46 |
| 6. | 「Crypts of Eternity」        | アラヤ, ハンネマン, キング       | ハンネマン, キング         | 6:40 |
| 7. | 「Hardening of the Arteries」 | ハンネマン                       | ハンネマン                 | 3:55 |

## アルバム収録時のメンバー
スレイヤー
- トム・アラヤ: ボーカル・ベース
- ジェフ・ハンネマン：ギター
- ケリーキング：ギター・バックボーカル
- デイヴ・ロンバード：ドラム

プロデューサー・エンジニア
- Brian Slagel – producer
- Carolyn Collins – assistant engineer
- Ron Fair – engineer
- Bernie Grundman – mastering
- Albert Cuellar – artwork
- Brian James – layout design
- Bill Metoyer – engineer
- Lowell Katz – photography

## その他
- メタル・ブレイド・レコーズの社長Brian Slagelによると、現在までに世界中でトータル100万枚以上売れておりミリオンセラーのアルバムになっているとの事。
- エンジニアとして雇われたRon Fairは経験豊かなサウンドエンジニアだったがヘヴィメタルのアルバム製作は初めてだった。スレイヤーがスタジオで演奏している様子を見て「こいつら怒り狂ってるな！」と思うほど凄まじい演奏に驚愕したという。
- 1曲目のHell Awaitsのイントロの部分がおどろおどろしい轟音に悪魔的な声が収録されているが、これは「Join us」という囁き声の逆再生である。
- スレイヤーのメンバーは当時を振り返り、トム・アラヤによると「今と比べたら非常に悪い待遇・環境でのレコーディングだったが、当時は本当に素晴らしいと思っていたよ」、デイブ・ロンバードは「何回も取り直したりシンバルの音を重ねて録るとかは全く必要なかったから、エンジニアたちが素晴らしい仕事をしてくれた」と語っている。
- ボーカルを録音した際に、歌詞を書いたジェフ・ハンネマンやケリー・キングが不在の中トム・アラヤとプロデューサーのみで行い、歌詞の一部のスペルが間違っている曲もあったがトム・アラヤはそのまま間違ったスペルで歌って録音された。
- デイブ・ロンバードによると、Combat Tour中にヴェノムのツアーバスの中でスレイヤーのメンバーも飲んでいたが、トム・アラヤが酩酊状態で「トイレはどこだ？」と叫んだ際にヴェノムのVo/Baのクロノスが「ここだ！俺の口だ！」と返した。トム・アラヤはそれを真に受けてクロノスの顔と頭におしっこをしてしまい、怒ったクロノスに殴られ一晩中言い争いをしていたという。またトム・アラヤは目に青アザが出来たままツアーを続けた。